# Elixia
Elixia är ett släkte av lavar. Enligt Catalogue of Life ingår Elixia i familjen Elixiaceae, ordningen Umbilicariales, klassen Lecanoromycetes, divisionen sporsäcksvampar och riket svampar, men enligt Dyntaxa är tillhörigheten istället familjen Elixiaceae, klassen Lecanoromycetes, divisionen sporsäcksvampar och riket svampar.
| Elixia | \| \| Elixia flexella \| \| \| \| |
|        | \| \| Elixia flexella \| \| \| \| |
|        | Elixia flexella                   |
|        |                                   |

|  | Elixia flexella |
|  |                 |